# Плерш, Ян Богумил

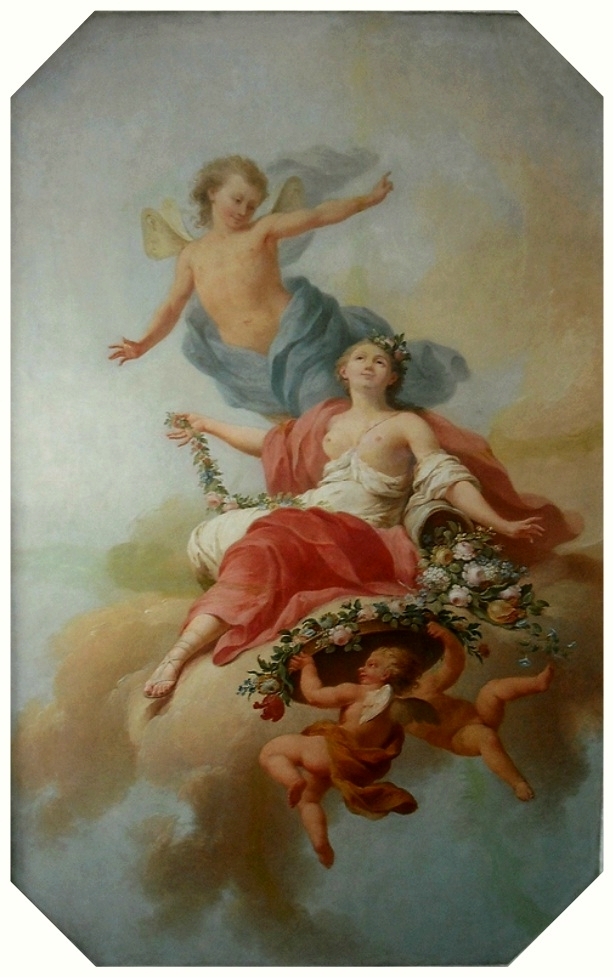
Зефир и Флора. Потолочный плафон, Мышлевицкий дворец

Ян Богумил Плерш (Иоганн Готтлиб (?) Плерш; 1732[…], Варшава — 23 августа 1817, Варшава) — польский художник немецкого происхождения, рисовальщик, живописец и декоратор; придворный художник Станислава Августа Понятовского. Находясь Каневе, Ян Плерш был свидетелем прибытия в город Екатерины II со свитой во время её большого путешествия в Крым, и изобразил этот эпизод на своих картинах.
Родился в 1732 году в Варшаве в семье скульптора Иоганна Георга Плерша. Учился в Аугсбурге, после чего вернулся работать в Варшаву.
Был видной фигурой в художественной жизни Варшавы на протяжении многих лет. Ян Плерш принимал участие в украшении помещений Лазенковского дворца,  Мышлевицкого дворца, дворца «Под бляхой», Уяздовского замка, Королевского замка в Варшаве и других.
Писал портреты, создал ряд батальных сцен на сюжеты из восстания Костюшко; в 1806—1809 годах работал над созданием декораций в Варшавском театре.
Скончался в 1817 году в Варшаве.

## Галерея

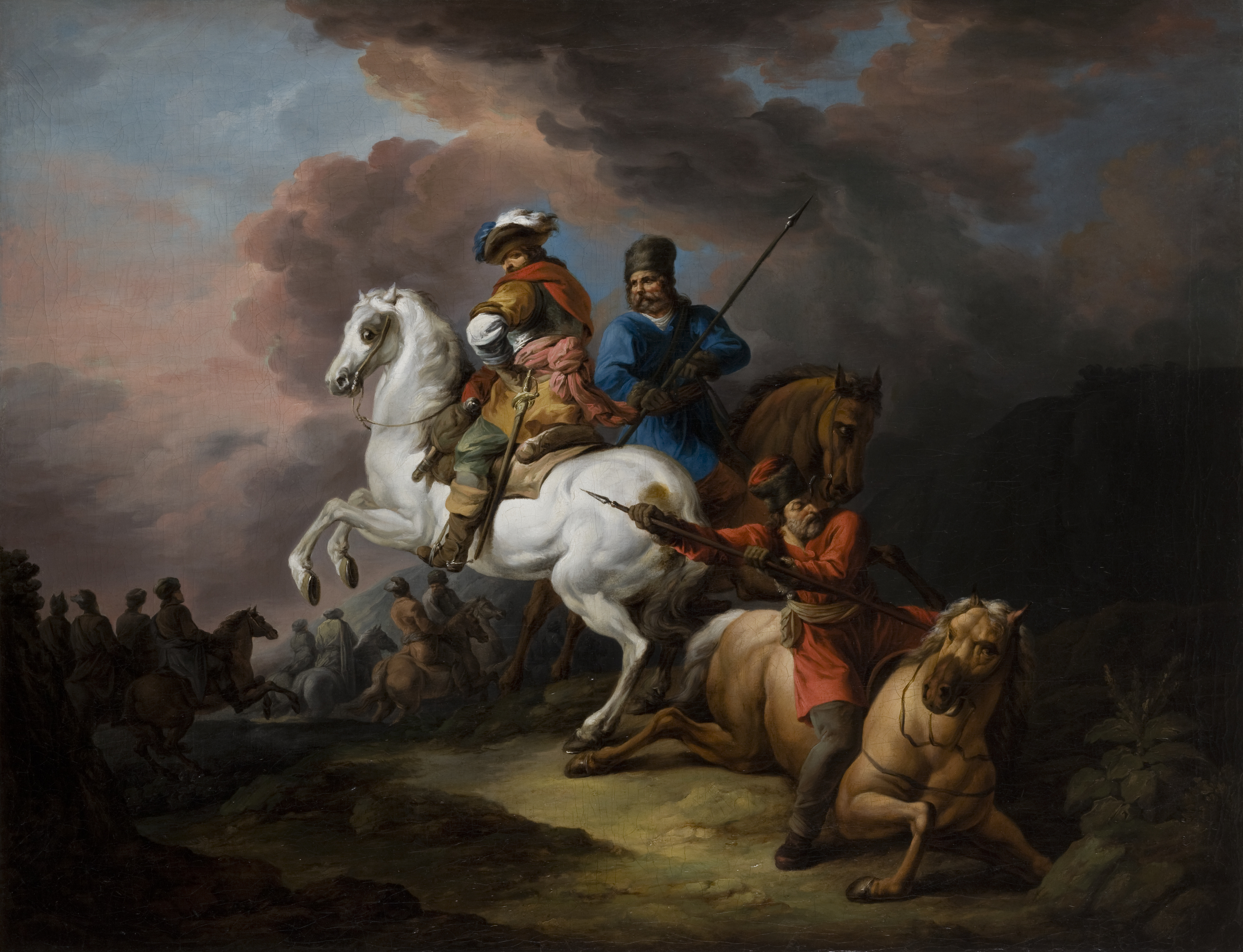
Батальная сцена с казаками. Национальный музей (Краков)
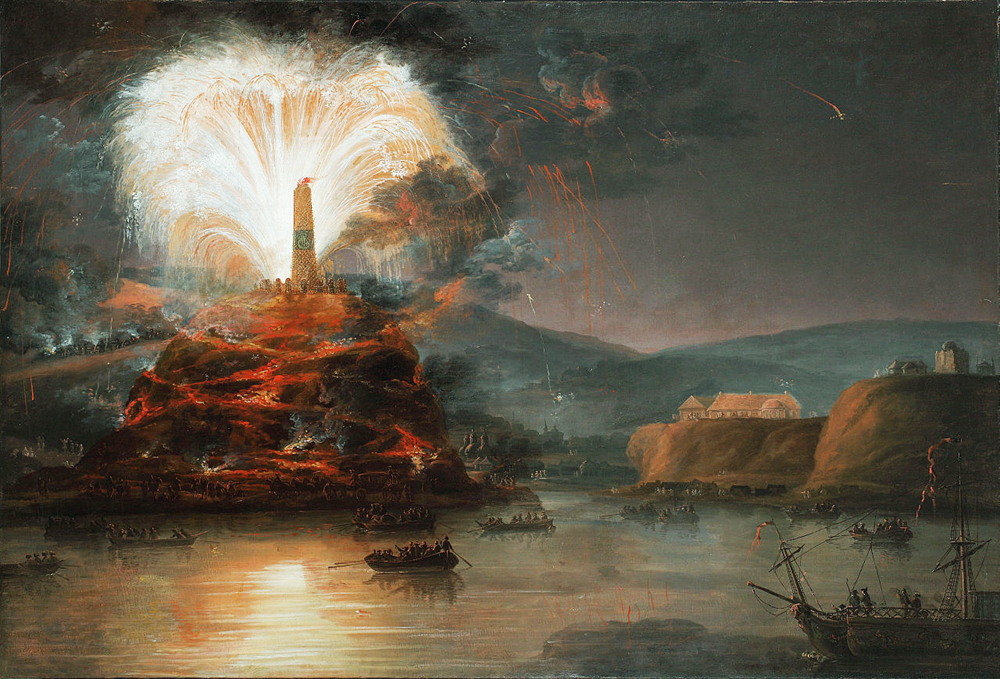
Фейерверк в честь прибытия Екатерины II в Канев. Львовская галерея искусств.
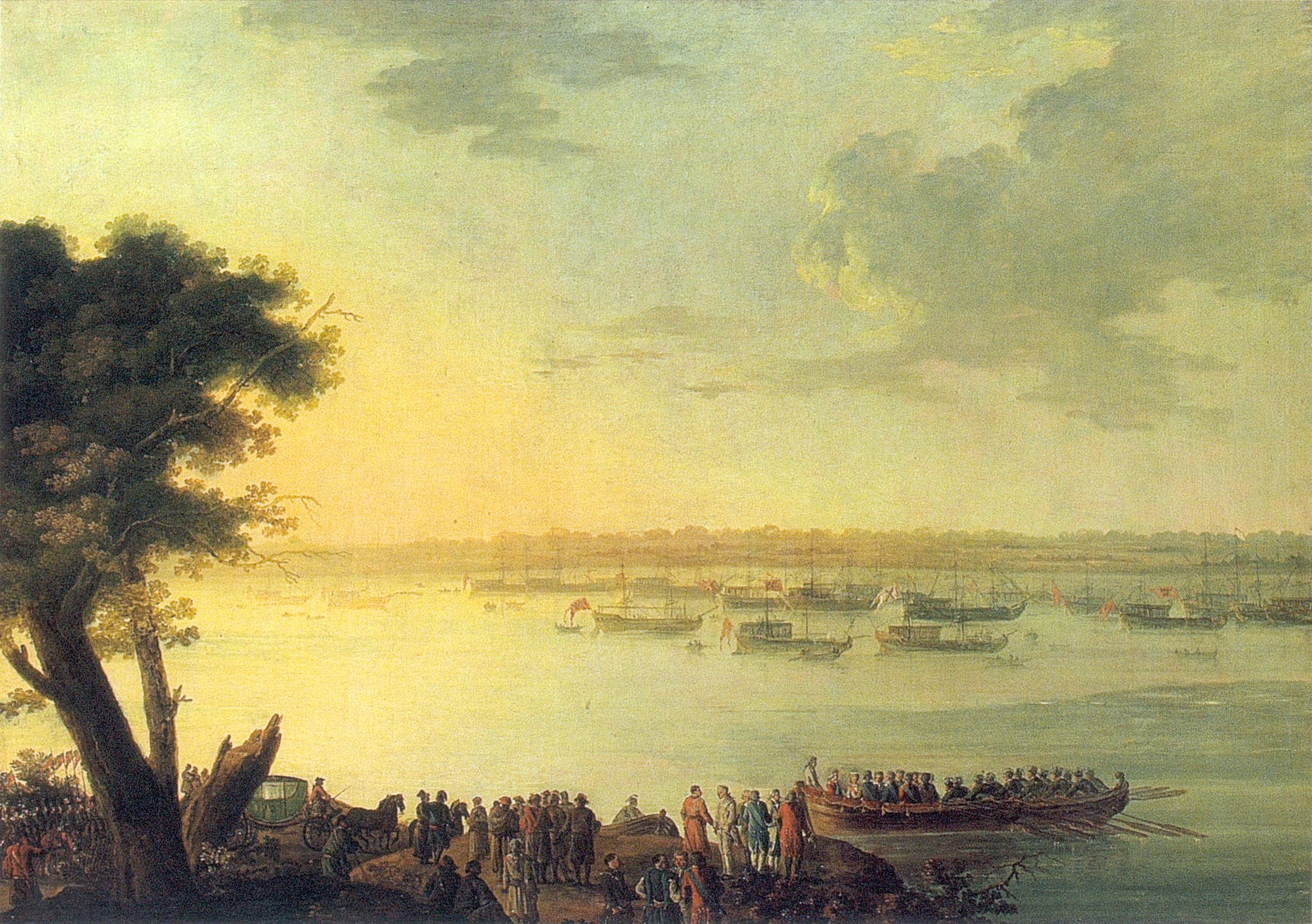
Отъезд Екатерины II из Канева. Львовская галерея искусств.
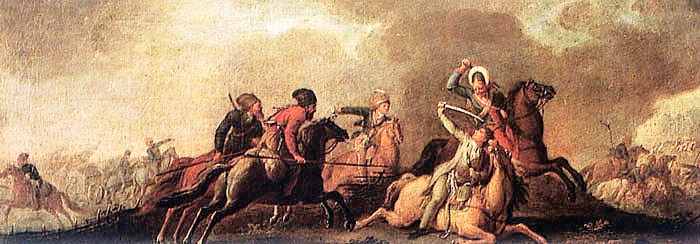
Пленение Тадеуша Костюшко в битве под Мацеёвицами. Замок Вавель.
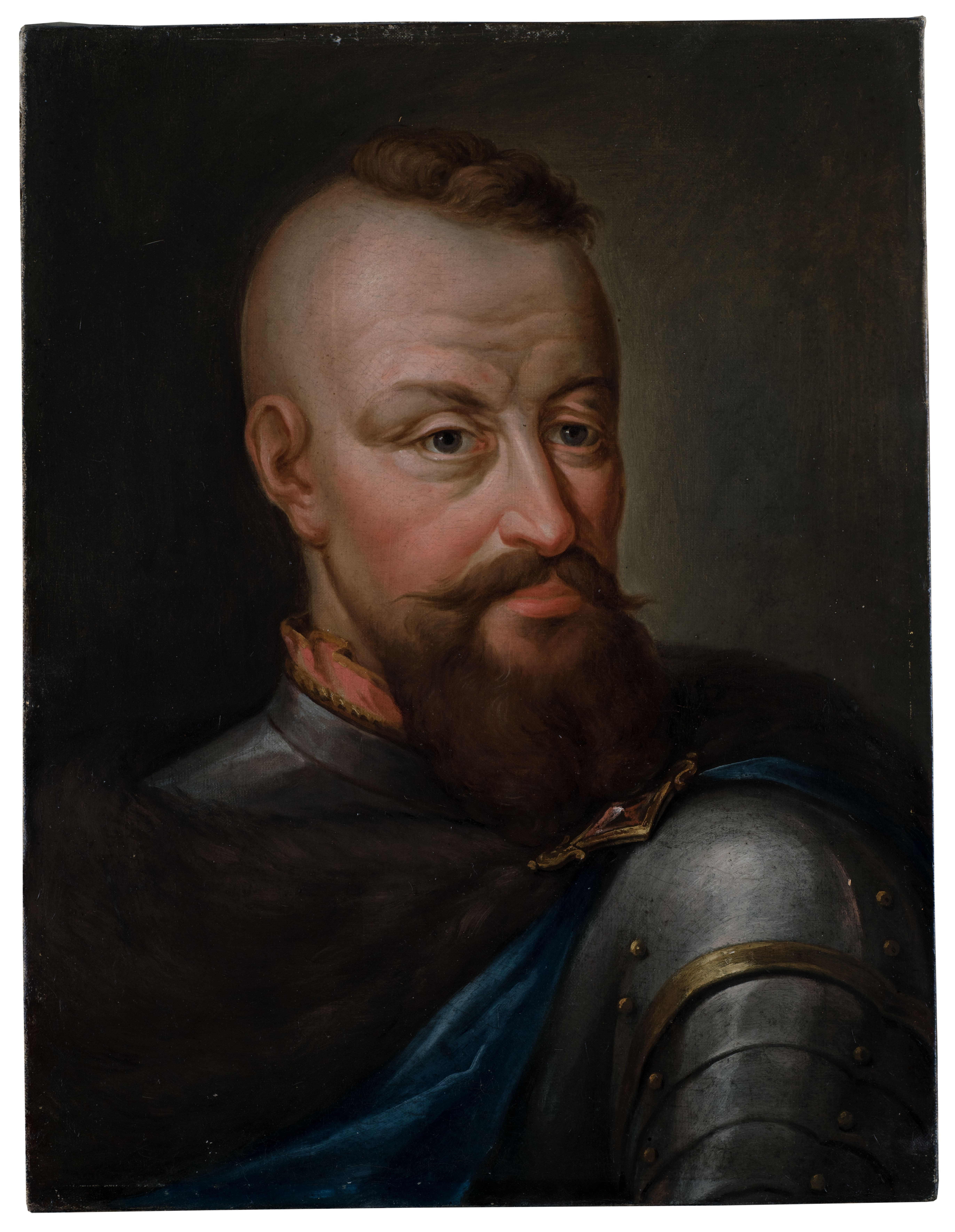
Портрет Станислава Концепольского.
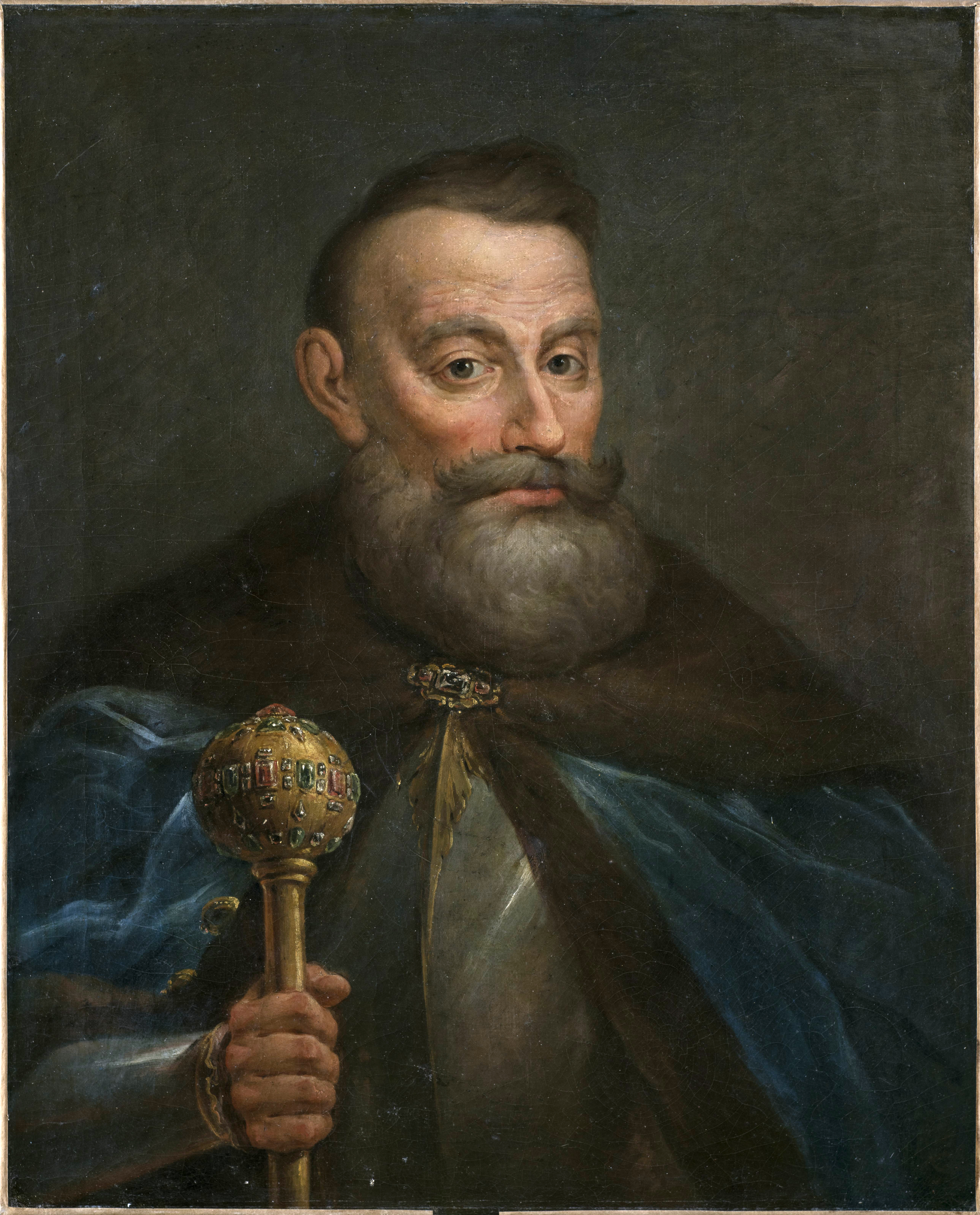
Портрет Яна Кароля Ходкевича.
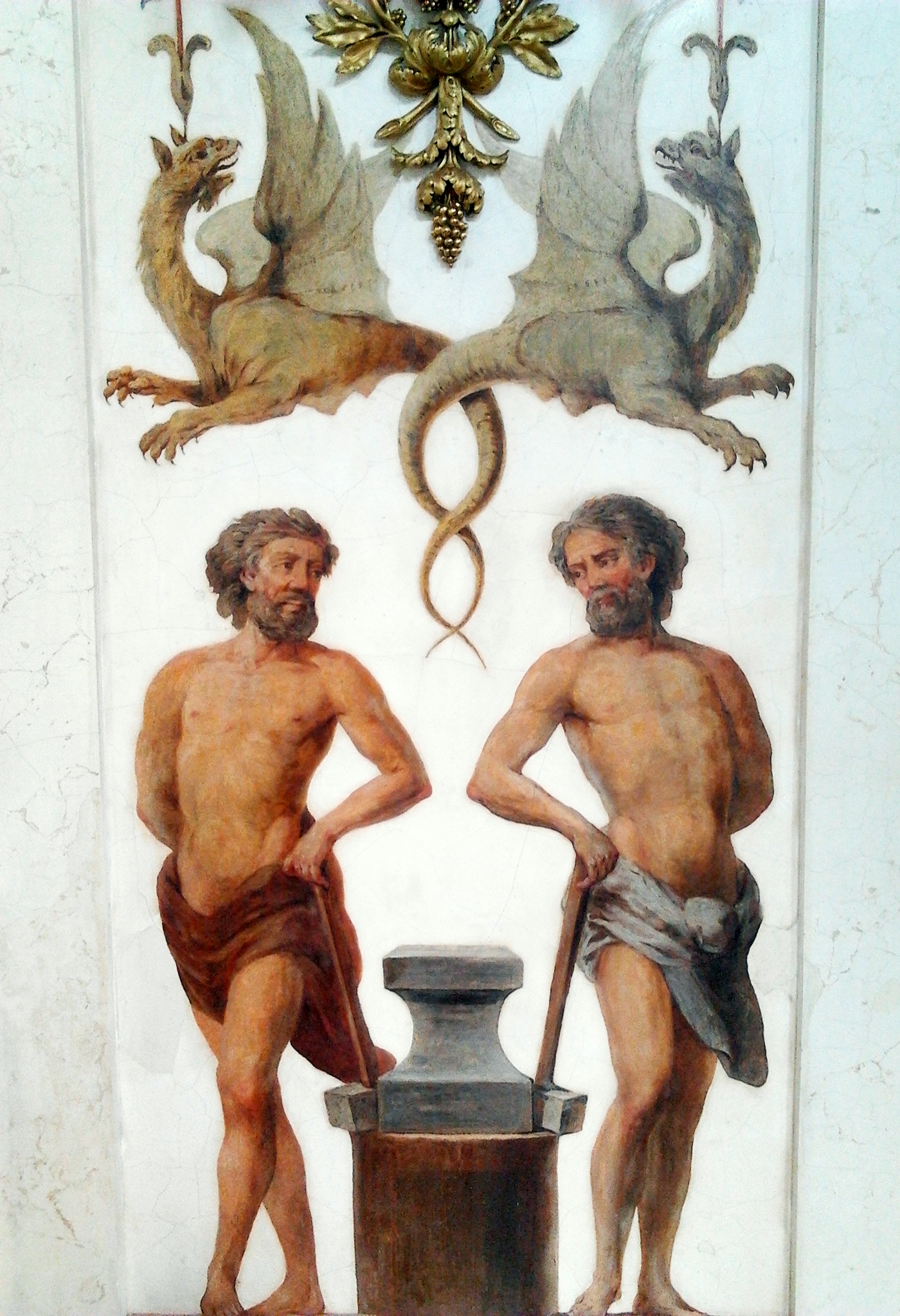
Пример настенной росписи. Лазенковский дворец